# Millard H. Alexander
Millard Henry Alexander (Boston, 17 de febrero de 1943) es un químico teórico estadounidense. 

## Biografía
Es profesor distinguido  en la Universidad de Maryland, con nombramientos en el Departamento de Química y Bioquímica y el Instituto de Ciencia y Tecnología Físicas. Es autor de más de 300 publicaciones y un investigador activo en los campos de la dinámica de colisiones moleculares y la química teórica.
Es miembro de la Sociedad Estadounidense de Física y de la Asociación Estadounidense para el Avance de la Ciencia y miembro de la Academia Internacional de Ciencia Molecular Cuántica. En 2015 recibió la Medalla Herschbach por sus contribuciones al estudio teórico de la dinámica de las colisiones moleculares.
Desde 2012, se desempeña como presidente del Centro de Investigación Científica de Telluride.

## Investigación
Su investigación se centra en los aspectos mecánico-cuánticos de las colisiones moleculares, en particular aquellas que involucran especies de capa abierta. Más específicamente, se ha centrado en comprender reacciones químicas en las que se puede violar la aproximación de Born-Oppenheimer, mediante acoplamiento no adiabático, interacciones espín-órbita e intersecciones cónicas.  Su trabajo es particularmente importante para comprender las reacciones F + H2 → FH + H y Cl + H2 → HCl + H.

## Publicaciones seleccionadas
- Kohguchi, H.; Susuki, T.; Alexander, M. H. (2001), «Fully state-resolved differential cross sections for the inelastic scattering of the open-shell NO molecule by Ar», Science 294 (5543): 832-834, Bibcode:2001Sci...294..832K, PMID 11679664, doi:10.1126/science.1063774..
- Capecchi, G.; Werner, H.-J.; Alexander, M. H. (2002), «Theoretical study of the validity of the Born–Oppenheimer approximation in the Cl + H2 → HCl + H reaction», Science 296 (5568): 715-718, Bibcode:2002Sci...296..715A, doi:10.1126/science.1070472..
- Che, L.; Ren, Z. F.; Wang, X. G.; Dong, W. R. (2007), «Breakdown of the Born–Oppenheimer approximation in the F + oD2 → DF + D reaction», Science 317 (5841): 1061-1064, Bibcode:2007Sci...317.1061C, PMID 17717180, doi:10.1126/science.1144984..
- Garrand, E.; Zhou, J.; Manolopoulos, D. E.; Alexander, M. H.; Neumark, D. M. (2008), «Nonadiabatic interactions in the Cl + H2 reaction probed by ClH2− and ClD2− photoelectron imaging», Science 319 (5859): 72-75, Bibcode:2008Sci...319...72G, PMID 18174436, doi:10.1126/science.1150602..
- Wang, X. G.; Dong, W. R.; Xiao, C. L.; Che, L. (2008), «The extent of non-Born–Oppenheimer coupling in the reaction of Cl(2P) with para-H2», Science 317 (5901): 573-576, Bibcode:2008Sci...322..573W, PMID 18948537, doi:10.1126/science.1163195..
- Alexander, M. H. (2011), «Chemical Kinetics Under Test (An Invited 'Perspective')», Science 331 (6016): 411-412, PMID 21273477, doi:10.1126/science.1201509..
- Casavecchia, P.; Alexander, M. H. (2013), «Uncloaking the Quantum Nature of Inelastic Molecular Collisions (An Invited 'Perspective')», Science 341 (6150): 1076-1077, PMID 24009384, doi:10.1126/science.1244109.
- Kim, J. B.; Wechman, M. L.; Sjolander, T. F. (2015), «Spectroscopic observation of resonances in the F + H2 reaction», Science 349 (6247): 510-513, Bibcode:2015Sci...349..510K, PMID 26228142, doi:10.1126/science.aac6939.